# Cohousing

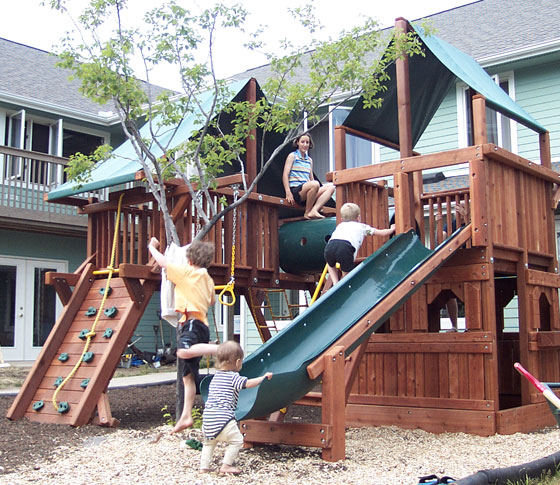
Dětské hřiště u společenského domu

Cohousing je nový způsob bydlení, který klade důraz na hlouběji prožívané mezilidské vztahy a současně zachovává a podporuje osobní nezávislost. Snaží se zachovat to nejlepší, co nabízel život v tradičních provázaných vesnických společenstvích a přenést to do 21. století.
Obyvatelé se už od fáze plánování projektu podílejí na budoucí podobě svého domova i pravidel jeho fungování a po nastěhování i na jeho provozu.

## Jak funguje cohousing
Obyvatelé vlastní soukromé domy nebo byty s veškerým vybavením, ale navíc spoluvlastní společné prostory s nadstandardním vybavením především společenský dům s velkou kuchyní a jídelnou, kde se obvykle podává několik jídel týdně, s dílnou, dětskou hernou a dalším vybavením.
Urbanistické nebo architektonické uspořádání podporuje sociální vztahy – obvyklé je, že auta neparkují u domů, ale na okraji čtvrti, takže v centru jsou jen cesty pro pěší, čímž vzniká bezpečný prostor pro dětské hry, ale i pro setkávání dospělých.
Cohousing se liší od jiných druhů tzv. záměrně vytvořených společenství tím, že jeho obyvatelé jsou ekonomicky nezávislí a nemají společnou životní filozofii nebo dokonce náboženství.

## Historie a současnost
Cohousing vznikl v 70. letech v Dánsku, kde jsou dnes už stovky těchto společenství. V 80. letech byl tento koncept přenesen do USA, kde se od té doby rychle šíří – extistuje zde přes 200 cohousingů v nejrůznějších fázích vývoje – od projektů po realizace. Spoustu cohousingových společenství najdeme i v ostatních anglofonních zemích (Kanada, Austrálie, Nový Zéland). Dále se nacházejí v severní a západní Evropě (Švédsko, Velká Británie, Holandsko, Rakousko či Švýcarsko). Koncept cohousingu se nedávno začal šířit i do zemí jižní Evropy (Francie, Itálie, Španělsko) a dokonce i zemí dálného Východu (Jižní Korea, Japonsko). Zatím nejsou potvrzené informace, zda se již objevil i ve východní Evropě. Každá z výše zmíněných zemí má odlišnou historickou a kulturní zkušenost, jiné ekonomické postavení i jinou legislativu, a přesto se v nich cohousing úspěšně šíří.
V současné době se již jedná o celosvětový fenomén.

## Jak vypadá cohousingový projekt
Typický cohousingový projekt je umístěn na okraji velkého města a žije v něm mezi 15 a 30 domácnostmi s obyvateli různého věku. Auta parkují na kraji pozemku, takže mezi domy jsou pouze cesty pro pěší, dětská hřiště a stoly s lavičkami, které umožňují neformální setkávání obyvatel. Domy jsou řadové s relativně malou obytnou plochou (na naše poměry spíše průměrnou), najdete v nich veškeré vybavení včetně kuchyně. Domy mají vlastní malé zahrádky, ale obyvatelé obvykle upřednostňují pobyt na předzahrádkách, které jsou otevřeny do společných prostranství, protože se tak mohou lépe setkávat se sousedy. V centru se nachází tzv. společenský dům, kde se obyvatelé mohou účastnit společných večeří, jsou zde herny pro děti, dílna, prádelna a další vybavení. Obyvatelé se dobře znají, protože spolu komunikují už od počátečních plánovacích fází a vzniklo tak mezi nimi mnoho vazeb. Hlídají si navzájem děti, které tu mají dostatek místa i partnerů pro hraní. Sdílejí společně i různé vybavení, které nepotřebuje každá rodina např. sekačku na trávu nebo které by si jednotlivé rodiny nemohly dovolit např. dražší vybavení do dílny apod.
Toto je popis nejtypičtějšího cohousingu, existují i vesnická společenství nebo naopak společenství uprostřed velkých měst. Některé skupiny také nestavějí na zelené louce, ale adaptují staré budovy např. továrny nebo školy. Existují také malé cohousingy už od 2 rodin nebo naopak velké se stovkami domácností.

## Senior cohousing
Senior cohousing je určen především pro seniory, čím dál početnější skupinu stárnoucí populace, a jedná se o specifickou variantu vícegeneračního cohousingu zaměřeného na rodiny a děti.
Základní principy, jako sdružení privátních a společně vlastněných prostor, sdílené aktivity, vlastní iniciativa od začátku projektu po nastěhování, je stejná jako u vícegeneračního cohousingu. Jen se zde klade větší důraz na naplnění potřeb a přání seniorů, které se mohou lišit od potřeb rodin a mladších lidí, a na vzájemnou podporu a pomoc ve všech situacích, které stáří a stárnutí přináší.
Senior cohousing představuje zajímavou možnost, jak se včas a s plnou odpovědností připravit na vlastní stáří strávené mezi přáteli v důvěrně známém prostředí. Významnou výhodou je menší závislost na pomoci vlastních dětí, rodiny a společnosti obecně. Synonymem může být "stárnutí v komunitě" nebo "aktivní stárnutí". Je považován za novou alternativu institucím typu domova pro seniory.
Další výhody jsou ekonomické, ekologické i sociální.